# 代頓 (伊利諾伊州亨利縣)
代頓（英語：Dayton）是位於美國伊利諾伊州亨利縣的一個非建制地區。該地的面積和人口皆未知。

## 地理
代頓的座標為41°29′21″N 90°19′17″W / 41.48917°N 90.32139°W，而該地的平均海拔高度為184米（即604英尺）。